# Саратовский справочный листок
«Сара́товский спра́вочный листо́к» — газета, выходившая в Саратове с 1865 по 1879 год.

## История
«Саратовский справочный листок» выходил в Саратове ежедневно с 1865 по 1879 год.
До 1865 года газета носила название «Справочный листок города Саратова».
Издателями-редакторами в разное время были С. Субботин, М. Попов, К. Ищенко, А. Вознесенский.
В первые годы издания газета почти целиком заполнялась объявлениями. С 1869 года в газете заметно увеличивается число литературных статей, расширяется отдел местной корреспонденции.
Начиная с 1870 года в газете регулярно печатаются передовые статьи, появляется политическое обозрение, земская и судебная хроника. В этот период «Саратовский справочный листок» является типичным буржуазно-либеральным органом. Газета высказывается за расширение прав земских учреждении, увеличение частного кредита, приветствует правительственные реформы.
В беллетристическом отделе печатались сатирические нравоописательные очерки и фельетоны, обличавшие взяточничество и казнокрадство, переводы из произведений В. Шекспира, В. Гюго, Ф. Шиллера. Опубликовано несколько рассказов Д. Н. Мамина-Сибиряка.
С 1880 года выходит под названием «Саратовский листок».